# Pressurized Mating Adapter

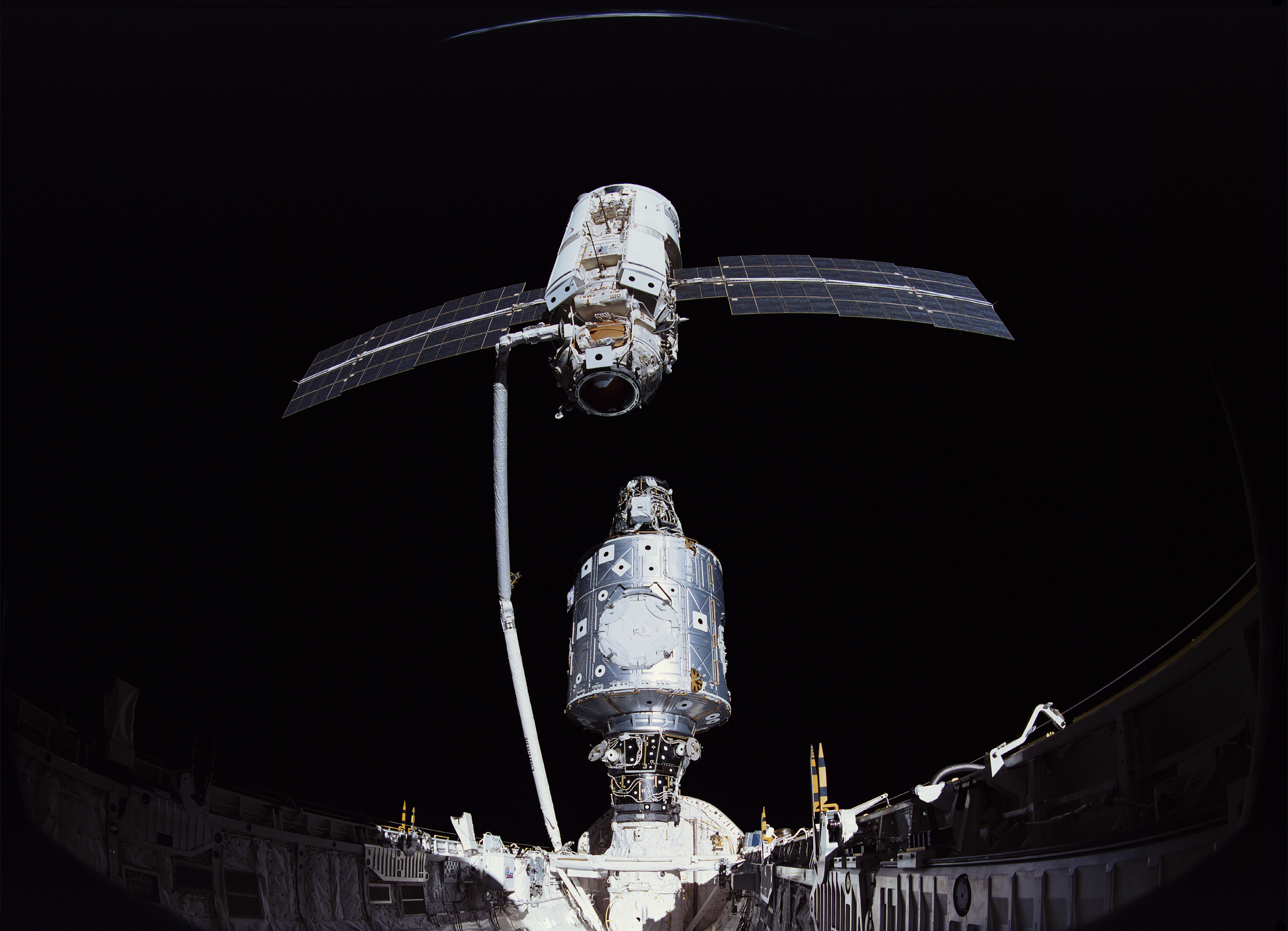
Modul Unity je spojen s raketoplánem Endeavour pomocí PMA-2. K Unity je právě připojován modul Zarja pomocí PMA-1 (NASA)

Pressurized Mating Adapter (též PMA) je hermetizovaný propojovací tunel s aktivním stykovacím zařízením na Mezinárodní vesmírné stanici. Slouží k připojování kosmických lodí k ISS nebo k vzájemnému spojení modulů, dříve také sloužili k dokování raketoplánů. Na Mezinárodní vesmírné stanici jsou použity tři spojovací adaptéry PMA. První dva byly vyneseny do vesmíru spolu s modulem Unity při misi STS-88. Adaptér PMA-3 startoval s STS-92.

## Konstrukce

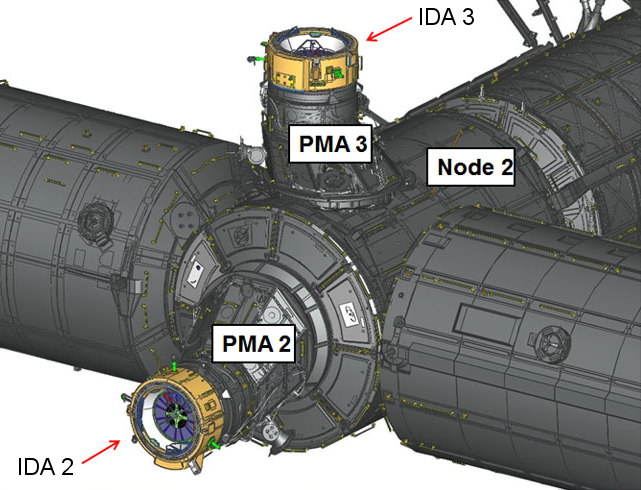
Současné umístění PMA 2 a 3 s připojenými mezinárodními dokovacími adaptéry (IDA)

Přechodový tunel PMA má tvar kosého komolého kužele s užší válcovou částí na konci. Jeho celková délka je 2,388 m. Největší průměr činí 2,486 m a nejmenší 1,600 m. Na širším konci je stykovací uzel CBM (Common Berthing Mechanism) určený pro spojování modulů ISS, na jeho užším konci je umístěno aktivní stykovací zařízení APAS (Androgynous Peripheral Attach System) pro spojení americké a ruské části ISS (PMA-1) nebo pro připojování přistávajících raketoplánů (PMA-2, PMA-3).
Když raketoplán přistával ke stanici, jejich vzájemná rychlost byla řádově centimetry za sekundu. Jakmile došlo k doteku s PMA, západky automaticky spojila obě tělesa. Když se vzájemný pohyb zastavil, astronaut z raketoplánu pevně uzamkl raketoplán ke stanici.
Po ukončení provozu raketoplánů byly k PMA-2 a PMA-3 připojeny mezinárodní dokovací adaptéry (IDA), které konvertují aktivní stykovací zařízení APAS na International Docking System Standard (mezinárodní standardní dokovací systém).

## PMA-1
Pomocí robotické ruky raketoplánu připojila posádka STS-88 modul Zarja k adaptéru PMA-1. Opačná strana PMA-1 již byla spojena k zádi amerického modulu Unity. PMA-1 v současné době trvale spojuje tyto dva první komponenty stanice.

## PMA-2

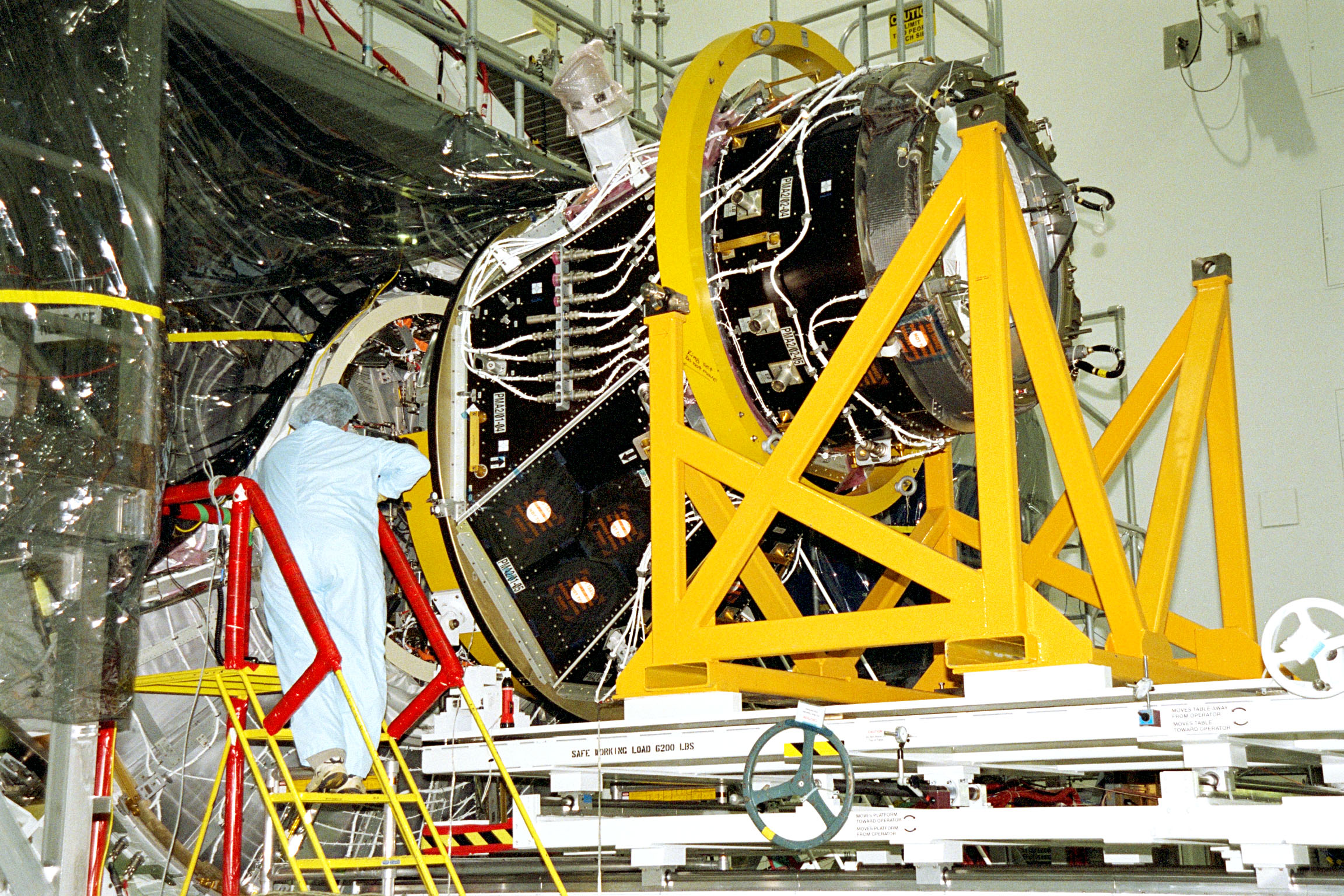
PMA-2 v Kennedyho vesmírném středisku

PMA-2 se používal pro připojování přistávajícího raketoplánu ke stanici. Při vynesení do vesmíru byl připojen k přední části Unity. V únoru 2001 byl při misi STS-98 adaptér PMA-2 od Unity odpojen a na jeho místo byla připojena laboratoř Destiny. Adaptér byl přesunut na příď Destiny.
Odpojením adaptéru PMA-2 od Unity bylo poprvé vyzkoušeno stykovací zařízení CBM (Common Berthing Mechanism) při rozpojování dvou komponent ISS.
23. října 2007 odstartovala mise STS-120, při které byl na ISS dopraven modul Harmony (dříve známý jako Node 2). Tento modul byl 14. listopadu posádkou stanice připojen k přídi laboratoře Destiny místo PMA-2, adaptér byl přesunut na přední část Harmony.
Při misi SpaceX CRS-9, která odstartovala 18. června 2016, byl na stanici dopraven International Docking Adapter-2 (mezinárodní dokovací adaptér 2), který byl 19. srpna 2016 během výstupu do volného kosmu připojen k PMA-2.

## PMA-3

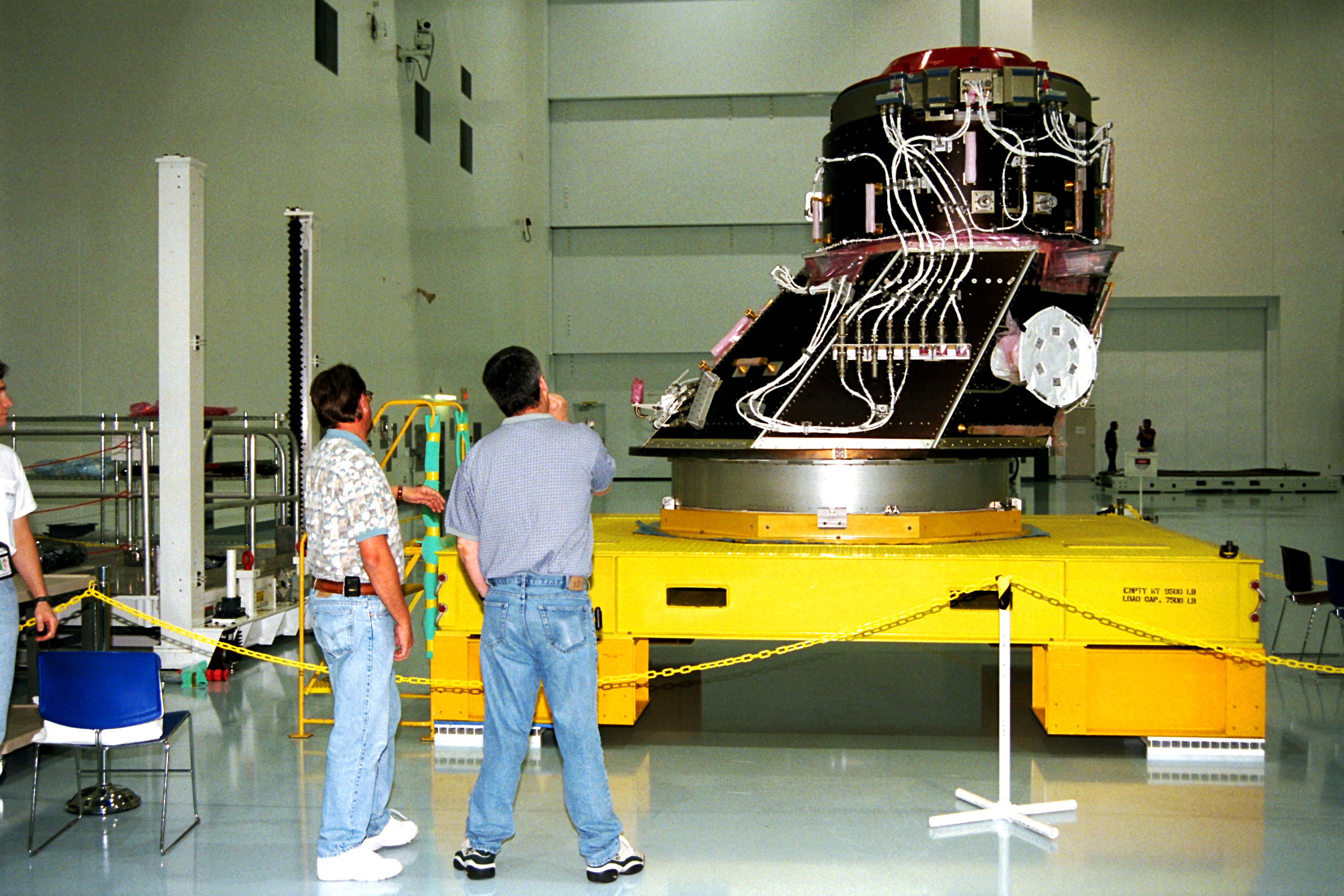
PMA-3 dorazil do haly Space Station Processing Facility (NASA)

V říjnu 2000 byl při misi STS-92 dopraven spojovací tunel PMA-3 na stanici.
Zpočátku byl připojen na spodní část (směrem k Zemi) modulu Unity. O jeden a půl měsíce později parkoval u PMA-3 raketoplán Endeavour při misi STS-97 (přivezl solární panely P6).
K tomuto tunelu byl také připojen raketoplán Atlantis, když při misi STS-98 byl přesunován tunel PMA-2 z Unity k Destiny.
PMA-3 byl posádkou STS-102 v březnu 2001 přenesen k bočnímu portu modulu Unity, aby uvolnil místo pro očekávaný nákladový zásobovací modul Leonardo MPLM-1 (Multipurpose Logistics Module). 30. srpna 2007 byl adaptér přesunut zpět na spodní port Unity. K boku Unity byl dočasně připojen modul Harmony, který k ISS dopravila posádka mise STS-120 v říjnu 2007.
Harmony byl poté připojen k přednímu portu Destiny, zatímco PMA-3 byl 7. srpna 2009 přesunut zpět na Unity. Dne 25. ledna 2010 byl PMA-3 přesunut z modulu Unity do zenitového (horního, směřujícího do vesmíru) portu Harmony, aby se vytvořil prostor pro nový modul Tranquility (Node 3), který byl na stanici přidán během STS-130. Po připojení Tranquility byl PMA-3 znovu přesunut, a to 16. února 2010 na modul Tranquility, kde byl předtím umístěn modul Cupola.
PMA-3 byl roboticky odstraněn z Tranquility 26. března 2017 a úspěšně připojen k Harmony. V srpnu 2019 byl na PMA-3 umístěn International Docking Adapter-3.

## Historie

Součásti ISS v červnu 2008 (NASA)

Hermetizované propojovací tunely PMA vyvinula firma Boeing. Podobný se již používal pro připojování amerických raketoplánů k ruské kosmické stanici Mir.